# Гроши (Њамц)
Гроши (рум. Groși) насеље је у Румунији у округу Њамц у општини Брустури-Драганешти. Oпштина се налази на надморској висини од 397 m.

## Становништво
Према подацима из 2002. године у насељу је живело 503 становника, од којих су сви румунске националности.